# Macumba sexual
Macumba sexual è un film del 1981 diretto da Jesús Franco (come Jess Franco).
È stato girato nella provincia di Las Palmas e nelle Isole Canarie.
Il titolo di lavorazione era semplicemente Macumba.

## Edizioni DVD
Il film è stato pubblicato in DVD negli USA dalla Severin il 31 ottobre 2006 (regione 0), nel formato panoramico originale e utilizzando un nuovo master ricavato dal negativo. Gli extra contengono un'intervista di 22 minuti al regista (Macumba sexual: Voodoo Jess) diretta da David Gregory.
In Gran Bretagna è uscito per la Anchor Bay all'interno della Jess Franco Collection Vol. 2, il 21 maggio 2007. Il master utilizzato è lo stesso dell'edizione Severin ma manca l'intervista a Franco.